# Новосьолов Костянтин Сергійович
Костянтин Сергійович «Костя» Новосьолов (нар. 23 серпня 1974, Нижній Тагіл, СРСР) — російський і британський фізик. Займається дослідженнями в галузі мезоскопічних і нанотехнологій. Лауреат Нобелівської премії з фізики 2010 року за основоположні експерименти з графеном (разом з Андрієм Геймом) . Наймолодший нобелівський лауреат з фізики за останні 37 років (з 1973 року) і єдиний лауреат, який народився після 1961 року.

## Біографія
Народився 23 серпня 1974 року в Нижньому Тагілі. Батько інженер, мати — вчитель. У 1990 і 1991 роках брав участь у всесоюзних олімпіадах з фізики та математики. У 1991 році після закінчення нижньотагільського ліцею № 39[2] вступив до Московського фізико-технічного інституту (МФТІ). У 1997 році закінчив з відзнакою факультет фізичної і квантової електроніки МФТІ за спеціалізацією «наноелектроніка». Після закінчення інституту два роки працював у Черноголовці в Інституті проблем технології мікроелектроніки РАН.
У 1999 році переїздить до Нідерландів в Університет Неймегена, де стає аспірантом Андрія Гейма. з ним в 2001 році переїздить в Манчестерський університет. У 2004 році захищає дисертацію на ступінь доктора філософії в Манчестері. Має подвійне, російсько-британське громадянство. Лауреат Нобелівської премії з фізики 2010 року.

## Наукові досягнення
У 2004 році спільно зі своїм керівником Андрієм Костянтиновичем Геймом відкрив нову алотропну модифікацію вуглецю — графен, який становить одинарний шар атомів вуглецю. У 2010 році разом зі своїм вчителем удостоєний Нобелівської премії з фізики.
Автор понад 60 наукових статей, включаючи 9 статей у журналах Nature і Science.

## Політичні погляди
Підписав відкритого листа російських науковців та наукових журналістів проти Російського вторгнення в Україну 2022 року.

## Вибрані публікації
- A.K. Geim, S.V. Dubonos, I.V. Grigorieva, K.S. Novoselov, F.M. Peeters & V.A. Schweigert. Non-Quantized Penetration of Magnetic Field in the Vortex State of Superconductors, Nature 406 (2000).
- K.S. Novoselov, A.K. Geim, S.V. Dubonos, E.W. Hill, I.V. Grigorieva. Subatomic Movements of a Domain Wall in the Peierls Potential, Nature 426, 812–816 (2003).
- A.K. Geim, S.V. Dubonos, I.V. Grigorieva, K.S. Novoselov, A.A. Zhukov, S.Y. Shapoval. Microfabricated Adhesive Mimicking Gecko Foot-Hair, Nature Materials 2, 461–463 (2003).
- A.K. Geim, K.S. Novoselov. The rise of graphene. Nature Materials 6, 183–191 (2007).

## Відзнаки
- 2007: Nicholas Kurti European Prize
- 2008: University of Manchester Researcher of the Year (відзнака Манчестерського університету)
- 2008: Young Scientist Prize (Міжнародна спілка теоретичної та прикладної фізики)
- 2008: Technology Review-35 Young Innovator (відзнака для науковців до 35 років)
- 2008: EuroPhysics Prize разом з Андрієм Геймом
- 2010: Нобелівська премія з фізики разом з Андрієм Геймом
- 2014: Медаль Онсагера

## Лекції
- 2010 Nobel Lecture by Konstantin Novoselov (англ.)
- Graphene: Materials in the Flatland (A lecture by Prof. Sir Konstantin Novoselov) (англ.)
- Константин Новоселов — Лекция о графите и графене — 1. (рос.)
- Константин Новоселов — Лекция о графите и графене — 2. (рос.)